# Bataille de Tabfarilla
La bataille de Tabfarilla (1056) oppose les Almoravides menés par Yahya Ibn Omar (un émir lemtuna) aux troupes rebelles djoddala, dans la Mauritanie actuelle.
Yahya Ibn Ibrahim, un Djoddala et le premier chef militaire des Almoravides, meurt vers 1054. Yahya Ibn Omar le remplace en tant qu'émir, tandis qu'éclate une rébellion des Djoddala, conscrits dans l'armée des Almoravides. Abdallah Ibn Yasin, le chef spirituel des Almoravides, est retenu au nord par des troubles à Sijilmassa (sud du Maroc), et confie à Yahya Ibn Omar le soin de ramener l'ordre. Les Almoravides sont battus et Yahya Ibn Omar meurt durant le combat.
Le géographe Abu Abdullah al-Bakri relate une légende indiquant que le champ de bataille est hanté par les appels de muezzin fantômes, qui ont effrayé tous les pillards.

## Source
(en) Humphrey Fischer, The Western and Central Sudan and East Africa, in The Cambridge History of Islam, volume 2, Cambridge University Press, 1970,  (ISBN 0-521-07601-3)